# 薄板類
薄板類（学名：Elasmaria，意為「薄的板」），是奇异龙亚科的一個演化支，生存於白堊紀晚期的南美洲。在2008年，阿根廷古生物學家Jorge Calvo在命名巨謎龍時，建立這個演化支，以包含巨謎龍與小頭龍。薄板類的肋骨兩側有薄的骨板，在發現巨謎龍以前，這特徵一度被認為是小頭龍的獨有衍徵。研究人員將薄板類定義為：巨謎龍與小頭龍的最近共同祖先，與其最近共同祖先的所有後代。

## 下属分类
本科包括以下属：
- †阿纳拜斯龙属 Anabisetia
- †阿特拉斯科普柯龙属 Atlascopcosaurus
- †洪奔龍屬 Diluvicursor
- †加利恩龍屬 Galleonosaurus
- †加斯帕里尼龙属 Gasparinisaura
- †伊萨西奔龙属 Isasicursor
- †雷利诺龙属 Leaellynasaura ？
- †巨谜龙属 Macrogryphosaurus
- †嶺奔龍屬 Mahuidacursor
- †莫罗龙属 Morrosaurus
- †南方棱齿龙属 Notohypsilophodon ？
- †快达龙属 Qantassaurus ？
- †岛屿龙属 Sektensaurus ？
- †小头龙属 Talenkauen
- † Tietasaura 
  - Tietasaura derbyiana Bandeira, Navarro, Pêgas, Brilhante, Brum, de Souza, da Silva & Gallo, 2024[2]
- †特立尼龙属 Trinisaura